# Міток (Молдова)
Міток (рум. Mitoc) — село в Оргіївському районі Молдови. Утворює окрему комуну.

## Населення
За даними перепису населення 2004 року у селі проживали 2795 осіб.
Національний склад населення села:
| Національність       | Кількість осіб | Відсоток    |
| -------------------- | -------------- | ----------- |
| молдавани румуни     | 2005 754       | 71,7% 27,0% |
| українці             | 17             | 0,6%        |
| росіяни              | 16             | 0,6%        |
| болгари              | 2              | 0,1%        |
| інша / без відповіді | 1              | < 0,1%      |
| Всього               | 2795           | 100%        |